# فري فورم
شكل حر (بالإنجليزية: Freeform) هي شبكة التلفزيون الاميركية أي بي سي التي يملكها في جميع أنحاء العالم شركة عائلية، وهي شركة تابعة لمجموعة التلفزيون تقسيم ديزني وإيه بي سي لشركة والت ديزني. ABC Family المعاصرة، ويقدم برامج الأسرة، بما في ذلك خارج الشبكة المشتركة ويعيد سلسلة الأصلي، وصنع الأفلام الروائية للتلفزيون الأفلام الأصلية، وبعض البرامج الدينية. تأسست الشبكة في عام 1977 كامتداد لوزارة بات روبرتسون الداعية التلفزيونية المسيحية، وتطورت في نهاية المطاف إلى قناة الأسرة بحلول عام 1990. في عام 1998، تم بيعها إلى جميع أنحاء العالم شركة فوكس كيدز وإعادة تسمية العائلة فوكس. يوم 24 أكتوبر 2001، تم بيعها في جميع أنحاء العالم شركة فوكس العائلة لشركة والت ديزني. تضمنت بيع لديزني سابان الترفيه والأسرة فوكس. تقدم القناة برامج عامة تهدف إلى جمهور واسع، ولكن في المقام الأول ميزات سلسلة أفلام وتستهدف المراهقين الأكبر سنا والبالغين في مقتبل العمر (15-30).
في 12 كانون الثاني 2016، سيتم تغيير اسم أي بي سي للعائلة إلى «الشكل الحر».

## روابط خارجية
- فري فورم على موقع IMDb (الإنجليزية)